# دوماهازا
دوماهازا (به مجاری:  Domaháza) یک منطقهٔ مسکونی در مجارستان است که در ناحیه اوزد واقع شده‌است. دوماهازا ۲۸٫۸۲ کیلومتر مربع مساحت و ۹۰۳ نفر جمعیت دارد.